# Impeachment (Royaume-Uni)
Pour les autres articles nationaux ou selon les autres juridictions, voir Impeachment.
L'impeachment /ɪmˈpiːt͡ʃmənt/  (parfois traduit abusivement[pourquoi ?] en français par le faux-ami « empêchement » ou encore « procédure de mise en accusation » dans une traduction du langage juridique britannique[réf. nécessaire]) est le nom de la procédure permettant au pouvoir législatif de destituer un haut fonctionnaire ou un membre d'un gouvernement.
Cette procédure de destitution a pour but de permettre d'engager des poursuites judiciaires pénales à l'encontre des hauts fonctionnaires destitués. Littéralement, le mot signifie « mise en accusation »[réf. nécessaire] et on distingue cette mise en accusation du procès proprement dit, l'impeachment trial. Dans son usage courant, le terme désigne la procédure dans son ensemble ou la destitution à son issue.
Cette procédure est originaire du Royaume-Uni et est surtout connue pour son application aux États-Unis (voir : Impeachment (États-Unis)).

## Terminologie
L’Office québécois de la langue française et Radio-Canada utilisent le terme « procédure de destitution » pour désigner l'impeachment,, terme qui est aussi de plus en plus populaire en Europe ,.

## Histoire
Il est significatif que la procédure d'impeachment ait été importée aux États-Unis, depuis la Grande-Bretagne, où elle est encore en vigueur au XXIe siècle.
L'impeachment apparaît en Angleterre au XIVe siècle. La plus ancienne procédure dont on garde la trace écrite est celle dirigée par Pierre de la Mare, président de la Chambre des Communes, contre le baron William Latimer en 1376.
Le principe du régime anglais est que « le roi ne peut mal faire ». Cette protection s'étend aux agents de la Couronne. Il était donc impossible à l'époque de porter une accusation contre la Couronne dans une cour du roi (cour de justice ordinaire).
L'impeachment était alors conçu comme un contournement de cette règle : on pouvait déposer une supplique devant le king in parliament (formation politique de la Curia regis). Lorsqu'un agent du roi causait du tort aux sujets, alors même qu'il exerçait ses pouvoirs au nom du roi, le roi pouvait juger son ministre. Peu à peu, l'idée apparut que l'on pouvait critiquer la politique même du roi, au travers d'une imputation fictive de responsabilité : on présupposait alors que l'agent du roi avait mal conseillé le roi lorsque celui-ci avait pris sa décision.
L'impeachment fut mis en veille par la dynastie des Tudor.
Lorsque Jacques Ier d'Angleterre voulut [ré]instaurer la monarchie absolue en 1621, Edward Coke, le chef de l'opposition parlementaire, redécouvrit la procédure de l'impeachment, mais en la pervertissant. Alors que dans le king in parliament, le roi juge son ministre, Coke invoque le risque que le roi soit juge et partie au procès. À partir du moment où Jacques Ier accepta de ne pas présider au jugement, l'opposition parlementaire put systématiser les attaques contre lui et sa politique au travers de ses ministres, sans que le roi n'ait eu aucun pouvoir de contrôle ni n'ait pu se défendre.
L'utilisation de l'impeachment devint une arme politique qui changea à long terme la répartition du pouvoir entre le parlement et le roi. D'abord un régime monarchique modéré, le régime se transforma au fil des révolutions en régime parlementaire avec l'apparition de la responsabilité politique du gouvernement devant le parlement (en 1782, les parlementaires obtiennent la démission collective du gouvernement dirigé par Lord North), ce qui amena à terme le roi à s'effacer à partir de l'époque victorienne (1824-1834).
Le harcèlement systématique du cabinet (de 1670 à 1680) va également entraîner la création d'une opposition permanente au sein du parlement, en faveur de la politique du roi et votant contre l'impeachment porté contre les ministres de ce dernier par les opposants au roi : c'est l'apparition des partis politiques. Ainsi, pour se protéger contre ces attaques systématisées, le roi va acheter un groupe de soutien permanent pour qu'ils approuvent le gouvernement. Alors qu'au départ, il y avait une trentaine de corrompus sous Charles Ier (ministère Damby), la corruption se généralise entre 1721 et 1742 : un tiers des chambres, ainsi que les électeurs, sont corrompus sous le principal ministre Robert Walpole. Ce dernier, sous les critiques de l'opposition menée par le vicomte Bolingbroke qui soutenait une séparation stricte des pouvoirs et un régime présidentiel, développa la théorie d'une séparation souple des pouvoirs, où il est normal que le roi et son gouvernement reçoivent le soutien des parlementaires. Les dissidents, partisans de Bolingbroke, s'exilèrent majoritairement aux États-Unis, ce qui y explique l'instauration du régime présidentiel.
Dans le même temps (entre les deux révolutions anglaises), la responsabilité des ministres se transforme : alors qu'auparavant elle était personnelle et pénale (et résultant le plus souvent en une peine de mort si le procès devant le parlement était perdu[réf. nécessaire]), l'impeachment systématisé en fait une responsabilité politique (le ministre répond de sa politique devant le parlement) qui prélude la responsabilité du gouvernement (dans son ensemble) devant le parlement (apparition du régime parlementaire).
La dernière utilisation d'impeachment dans la politique britannique fut en 1805, quand le vicomte Melville fut accusé de détournement de fonds publics ; il fut innocenté l'année suivante.
Depuis 1805, l'impeachment n'est pas exécuté au Royaume-Uni, mais il reste dans les livres politiques ; donc, le pays pratique de fait un moratoire. Il y a même des appels de pleine abolition.